# Calyptranthes longifolia
Calyptranthes longifolia är en myrtenväxtart som beskrevs av Otto Karl Berg. Calyptranthes longifolia ingår i släktet Calyptranthes och familjen myrtenväxter. Inga underarter finns listade i Catalogue of Life.